# فرناندو السادس ملك إسبانيا
فيرناندو السادس (بالإسبانية: Fernando VI de España)‏ (13 سبتمبر 1713- 10 أغسطس 1759) كان ملك إسبانيا خلف والده فيليب الخامس (مرة ثانية)، وعاش طفولته في حزن على والدته المتوفاة ماريا لويزا من سافويا، وهو شقيق الأصغر لـ لويس الأول، والدها فوراً بعد وفاة والدته اتخذ العروس له وهي أميرة بارما إليزابيث فارنيزي واستطعت أن تنجب له العديد من أبناء بما في ذلك كارلوس الذي أصبح لاحقاً دوق بارما وبعد وفاته دون وريث تخلى عن حقه لأخيه فيليب واصبح ملك إسبانيا تحت مسمى كارلوس الثالث.
بعد وفاة أخو لويس الأول عام 1726 أصبح أمير أستورياس، والده رجع إلى العرش مرة أخرى بضغوط من الملكة إليزابيث، تزوج في عام 1729 من انفانتا باربارا من البرتغال ابنة جواو الخامس ملك البرتغال وماريا آنا النمساوية، وبعد وفاة والده في عام 1746 أصبح ملك إسبانيا ومعه زوجته باربارا ملكة إسبانيا القرينة، وكان أول عمل قاما به نفي الملكة إليزابيث من البلاط.
من ناحية السياسة الخارجية فعندما وصل إلى العرش إسبانيا وجدت نفسه في حرب الخلافة النمساوية التي انتهت دون أي فائدة إلى إسبانيا، وأيضا انتهج السياسة الحياد في حرب بين فرنسا وبريطانيا، وأيضا انتهج سياسة الإصلاح في إسبانيا ومستعمراتها، وأيضا في عهده تحسنت العلاقات مع الكنيسة التي كانت متوترة في عهد والده بحيث اعترف البابا بـ كارل السادس ملكاً على إسبانيا بدلاً من والده.

## معرض صور